# Бобров, Леонид Николаевич
Леонид Николаевич Бобров — Герой Советского Союза (1945), командир эскадрильи 134-го гвардейского бомбардировочного авиационного полка (6-й гвардейской бомбардировочной авиационной дивизии, 1-й воздушной армии, 3-го Белорусского фронта), гвардии майор.

## Биография
Родился 20 января 1920 года в селе Райское, ныне поселок городского типа Дружковского горсовета Донецкой области Украины, в семье крестьянина. Украинец.
Окончил среднюю школу, школу ФЗУ в городе Дружковка.
Член ВКП(б)/КПСС с 1944 года. Совершил 216 боевых вылетов. Воевал в Ровно, Дубно, Броды, Киеве, Сталинграде, Донбассе. Принимал участие в освобождении Литвы и Восточной Пруссии.
После окончания войны отважный Л. Н. Бобров продолжил службу в ВВС СССР. В 1949 году окончил Высшие офицерские летно-тактические курсы. С 1960 года полковник Бобров — в запасе.
С 1959 года жил в городе Мелитополе Запорожской области (Украинская ССР),С 1962 год работал в штабе гражданской обороны города.
Умер 15 сентября 1998 года, похоронен в Мелитополе.

## Награды
- Указом Президиума Верховного Совета СССР от 19 апреля 1945 года за образцовое выполнение боевых заданий командования на фронте борьбы с немецко-фашистским захватчиками и проявленные при этом мужество и героизм, гвардии майору Леониду Николаевичу Боброву присвоено звание Героя Советского Союза с вручением ордена Ленина и медали «Золотая Звезда» (№ 6131).
- Награждён орденом Ленина, тремя орденами Красного Знамени, орденом Александра Невского, орденом Отечественной войны 1-й степени, медалями.

## Память

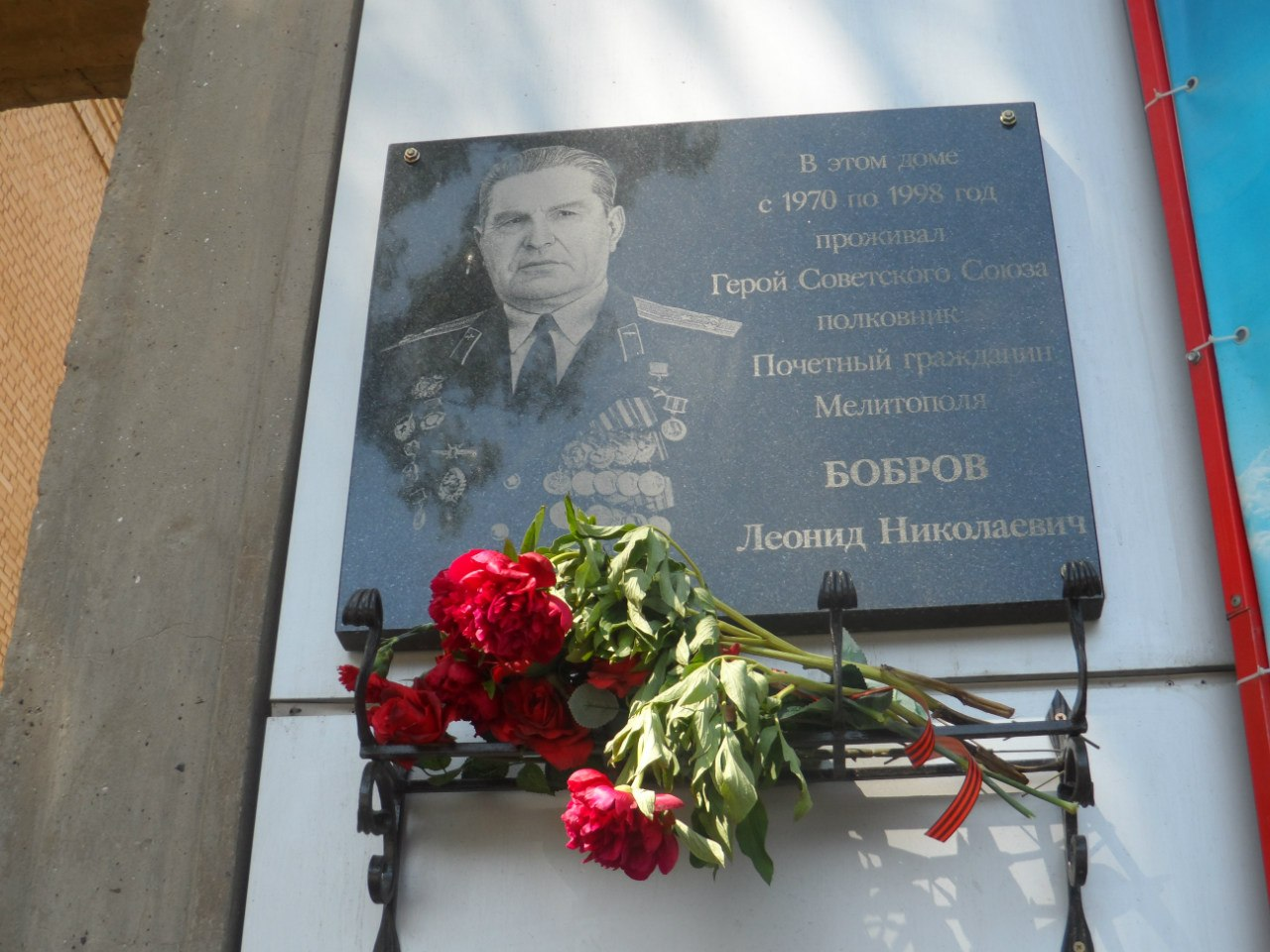

- Его имя увековечено в мемориале, установленном в одной из воинских частей. Одна из улиц г. Мелитополя названа в честь Героя Советского Союза Боброва Л. Н. (ул. Боброва). Ежегодно, в ДЮСШ № 3 г. Мелитополя, проводится международный турнир-мемориал по гандболу, среди юношеских команд, на кубок Героя Советского Союза Л. Н. Боброва. Почётный гражданин Мелитополя (1993). 22 октября 2013 года в честь Боброва Л. Н. на доме по адресу пр-т Богдана Хмельницкого, 30, где он проживал с 1970 по 1998 год, была установлена мемориальная доска.